# 요한 폰 클레나우
요한 폰 클레나우(Johann von Klenau, 1758년 4월 13일 ~ 1819년 10월 6일)는 신성 로마 제국의 육군 야전장교였다. 보헤미아 귀족의 아들이었던 클레나우는 합스부르크가의 군대에 참여해 바이에른 왕위계승전쟁, 제8차 오스트리아-튀르크 전쟁, 프랑스 혁명 전쟁과 나폴레옹 전쟁에 참전해 중요한 전투에서 여러 차례 군대를 이끌었다. 그는 프랑스 혁명 전쟁 초기에 제1차 비셈부르크 전투에서 두각을 나타냈고, 1795년 하이델베르크 전투에서 승리를 거두었다. 1799년 북부 이탈리아의 아디제강 전역에서 그는 왼쪽 측면을 맡았다. 그는 포강에 있는 프랑스군의 요새를 고립시키기 위해 교외에서 농민 봉기군을 조직하고 지원했다. 이후 클레나우는 합스부르크 군사사에서 가장 어린 나이에 육군 야전원수로 진급하게 되었다.
나폴레옹 전쟁 때 클레나우는 오스트리아 육군이 아스페른-에슬링 전투에서 승리하고, 바그람 전투에서 패배하는데 주요한 역할을 했다. 이 두 전투에서 클레나우는 오스트리아 본군의 철수를 지원했다. 그는 1813년 드레스덴 전투에서 4군단을 지휘했고, 라이프치히 전투에서는 교전 첫날 오스트리아 본진을 급습한 프랑스군을 막는데 기여했다. 라이프치히 전투 이후 클레나우는 드레스덴을 성공적으로 봉쇄시켜 그곳에 주둔한 프랑스군에게 항복을 받아냈다. 1814년부터 1815년까지 그는 "클레나우 군단"을 지휘했다. 전후에는 실레시아와 모라비아의 군대를 지휘하게 되었다. 이후 1819년 사망했다.